# Burgaska nizina
Burgaska nizina (bulgariska: Бургаска низина) är en slätt i Bulgarien.   Den ligger i regionen Burgas, i den östra delen av landet, 300 km öster om huvudstaden Sofia.
Trakten runt Burgaska nizina består till största delen av jordbruksmark. Runt Burgaska nizina är det tätbefolkat, med 356 invånare per kvadratkilometer.